# Federación Internacional de Balonmano
La Federación Internacional de Balonmano (en inglés: International Handball Federation; IHF) es la organización mundial que se dedica a regular las normas del balonmano a nivel competitivo, así como a celebrar periódicamente competiciones y eventos.
Tiene su sede en la ciudad de Basilea (Suiza). Cuenta, en 2016, con la afiliación de 197 federaciones nacionales que representan aproximadamente 800.000 equipos y más de 19 millones de jugadores. El presidente en funciones, desde el año 2000, es Hasán Mustafá de Egipto.

## Historia
La IHF fue fundada el 12 de julio de 1946 en Copenhague (Dinamarca) por representantes de 8 federaciones nacionales: Dinamarca, Finlandia, Francia, Noruega, Países Bajos, Polonia, Suecia y Suiza.
En 1954 se celebró el primer Campeonato Mundial de Balonmano Masculino, bajo el mando de la IHF, en Suecia con la participación de 6 selecciones nacionales.
En 1957 se celebró el primer Campeonato Mundial de Balonmano Femenino en Yugoslavia con la participación de 9 selecciones nacionales.
Los Juegos Olímpicos han visto por primera vez en su programa un torneo de balonmano desde Múnich 1972 (torneo masculino) y Montreal 1976 (torneo femenino).

## Eventos
- Campeonato Mundial de Balonmano Masculino
- Campeonato Mundial de Balonmano Femenino
- Campeonato Mundial de Balonmano Masculino Junior
- Campeonato Mundial de Balonmano Femenino Junior
- Campeonato Mundial de Balonmano Masculino Juvenil
- Campeonato Mundial de Balonmano Femenino Juvenil
- Campeonato Mundial de Naciones Emergentes de la IHF
- Trofeo Challenge
- Campeonato Mundial de Clubes de Balonmano Masculino
- Campeonato Mundial de Clubes de Balonmano Femenino

## Organización
La estructura jerárquica de la federación está conformada por el presidente, el Secretario General y los Vicepresidentes, el Congreso (efectuado cada dos años), el Cuerpo Ejecutivo y los Comités Técnicos.

### Presidentes
| N.º | Periodo   | Nombre        | País    |
| --- | --------- | ------------- | ------- |
| 1   | 1946-1950 | Gösta Björg   | Suecia  |
| 2   | 1950-1971 | Hans Baumann  | Suiza   |
| 3   | 1971-1984 | Paul Högberg  | Suecia  |
| 4   | 1984-2000 | Erwin Lanc    | Austria |
| 5   | 2000-     | Hasán Mustafá | Egipto  |

### Federaciones continentales
En 2018 la IHF cuenta con la afiliación de 209 federaciones nacionales repartidas en 6 federaciones continentales:
| Nombre                                                      | Siglas     | Sede                               | N.º fed. | Pág. web                                                 |
| ----------------------------------------------------------- | ---------- | ---------------------------------- | -------- | -------------------------------------------------------- |
| Confederación Africana de Balonmano                         | (CAHB)     | Abiyán ( Costa de Marfil)          | 52       | Archivado el 23 de noviembre de 2022 en Wayback Machine. |
| Federación Asiática de Balonmano                            | (AHF)      | Safat ( Kuwait)                    | 43       |                                                          |
| Federación Europea de Balonmano                             | (EHF)      | Viena ( Austria)                   | 50       |                                                          |
| Federación de Balonmano de Oceanía                          | (OHF)      | Melbourne ( Australia)             | 18       |                                                          |
| Confederación de Balonmano de América del Norte y el Caribe | (NACHC)    | Colorado Springs ( Estados Unidos) | 21       | Archivado el 25 de junio de 2022 en Wayback Machine.     |
| Confederación Sur y Centro Americana de Balonmano           | (COSCABAL) | Santiago de Chile ( Chile)         | 19       |                                                          |

### Federaciones nacionales
| África (CAHB) | América del Norte (NACHC) | Asia (AHF) | Europa (EHF) | Oceanía (OHF) | Sudamérica (COSCABAL) |
| --- | --- | --- | --- | --- | --- |
| Argelia Angola Benín Burkina Faso Burundi Cabo Verde Camerún República Centroafricana Chad Comoras República del Congo República Democrática del Congo Costa de Marfil Egipto Etiopía Gabón Gambia Ghana Guinea Guinea-Bisáu Kenia Lesoto Liberia Libia Madagascar Mali Marruecos Mauritania Mauricio Mozambique Namibia Níger Nigeria Ruanda Santo Tomé y Príncipe Senegal Seychelles Sierra Leona Somalia Sudáfrica Sudán Tanzania Togo Túnez Uganda Yibuti Zambia Zimbabue | Canadá Groenlandia Canadá México Estados Unidos Antigua y Barbuda Bahamas Barbados Islas Vírgenes Británicas Islas Caimán Cuba Dominica República Dominicana Granada Haití Jamaica Guadalupe Puerto Rico San Cristóbal y Nieves Santa Lucía Trinidad y Tobago | Afganistán · Arabia Saudita · Baréin · Bangladés · China · Corea del Sur · Corea del Norte · Emiratos Árabes Unidos · Filipinas · Hong Kong · India · Irán · Irak · Japón · Jordania · Kazajistán · Kuwait · Kirguistán · Líbano · Macao · Malasia · Mongolia · Nepal · Omán · Pakistán · Palestina · Catar · Siria · Tailandia · China Taipei · Turkmenistán · Uzbekistán · Vietnam · Yemen | Albania Alemania Armenia Austria Azerbaiyán Bélgica Bielorrusia Bosnia y Herzegovina Bulgaria Chipre Croacia Dinamarca Eslovaquia Eslovenia España Estonia Islas Feroe Finlandia Francia Georgia Grecia Hungría Irlanda Islandia Israel Italia Kosovo Letonia Liechtenstein Lituania Luxemburgo Macedonia del Norte Malta Moldavia Montenegro Noruega Países Bajos Polonia Portugal Reino Unido República Checa Rumania Rusia Serbia Suecia Suiza Turquía Ucrania | - Samoa Americana - Australia - Islas Cook - Micronesia - Fiyi - Guam - Kiribati - Islas Marshall - Nauru - Nueva Zelanda - Palaos - Papúa Nueva Guinea - Samoa - Islas Salomón - Tonga - Tuvalu - Vanuatu | Argentina · Brasil · Bolivia · Chile · Colombia · Ecuador · Guayana Francesa · Guyana · Paraguay · Perú · Uruguay · Venezuela · Belice · Costa Rica · El Salvador · Guatemala · Honduras · Nicaragua · Panamá · |